# Lipica

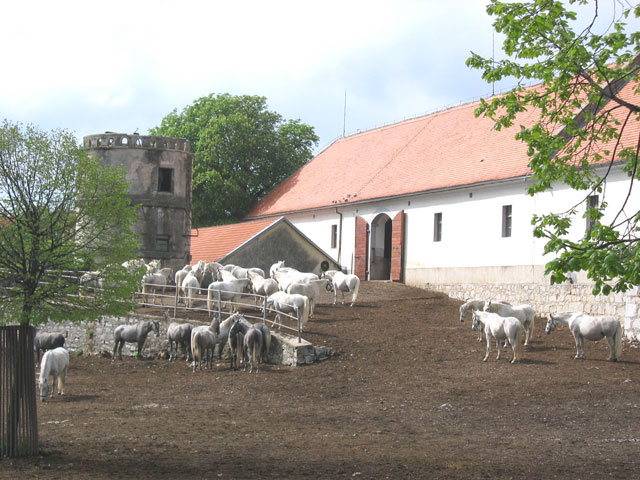
Lipizzanerhästar i Lipica.

Lipica (italienska: Lipizza) (uttalas [lipi'tsa]) är en by i kommunen Sežana i regionen Primorska i Slovenien. Byn, som hade 71 invånare i slutet av 2007, räknas som regionens turistcentrum. Där finns sedan 1580 det stuteri där man uppföder de från Spanska ridskolan i Wien välkända vita Lipizzanerhästarna, som fått namnet efter orten (stavningen med zz är den italienska namnformen). Man väljer ut de hästar som ska utbildas till att utföra den berömda skolan. De hästar som blir över körs in eller säljs.[källa behövs]